# Йота Пегаса
Йота Пегаса (лат. Iota Pegasi) — двойная звезда, которая находится в созвездии Пегас на расстоянии около 38,4 светового года от нас.

## Характеристики
Согласно Девятому каталогу визуальных орбит двойных звёзд, компоненты системы А и В разделены между собой на среднем расстоянии 0,051 а. е. Они обращаются по круговой орбите, плоскость которой повёрнута к земному наблюдателю на 80±13°, с периодичностью в 10,2 суток. Обе компоненты относятся к звёздам главной последовательности.

## Ближайшее окружение звезды
Следующие звёздные системы находятся на расстоянии в пределах 20 световых лет от системы ι Пегаса:
| Звезда        | Спектральный класс | Расстояние, св. лет |
| Росс 271      | M2 Ve              | 4,7                 |
| L 1363-3      | DQ6 /VII           | 5,9                 |
| LP 397-34     | M V                | 6,1                 |
| BD+27 4120    | M0 Ve / ?          | 6,7                 |
| AC+17 536-125 | M2 Ve              | 6,8                 |
| G 188-38      | M V                | 9,3                 |
| HIP 109119    | A2 V               | 10                  |
| 51 Пегаса     | G4-5 V             | 15                  |
| 85 Пегаса     | G3-5 V / K6 V / ?  | 18                  |
| Вольф 940     | M3,5-4 V           | 18                  |
| ξ Пегаса      | F6-7 V-III / ?     | 20                  |